# Пробанд
Пробанд (пропостіо (лат. proposito — чоловічий пробанд) або пропостіа (лат. proposita — жіночий пробанд)) — у медичній генетиці та інших галузях медицини, це конкретний об'єкт (людина чи тварина), яку вивчають або про яку повідомляють.
Термін «пробанд» також використовується в генеалогії, де він позначає кореневий вузол ахнентафел, який також називають прабатьком.
Родовід пробанда має визначену структуру при його генеалогічному дослідженні. Так, особу яку досліджують відзначають затіненим квадратом (чоловічий) або затіненим колом (жіночий). Позначення пробанда є важливим, тому що можна побачити зв'язки з іншими особами та встановити закономірності.
У більшості випадків пробанд є першим ураженим членом сім'ї, який звертається за медичною допомогою щодо генетичного розладу. Серед предків пробанда інші суб'єкти можуть виявляти хворобу, але пробанд, як правило, стосується особи, яка звертається за медичною допомогою або вивчається, навіть якщо постраждалі предки відомі. Часто постраждалі предки невідомі через відсутність інформації щодо цих осіб або про хворобу на той час, коли вони жили. Інші предки можуть бути недіагностовані через неповну пенетрантність або мінливу виразність(expressivity).
Підтверджений діагноз у пробанда підвищує показник підозри для родичів пробанда, і у деяких з них може бути діагностовано таке саме захворювання. Звичайно, під час складання родоводу, замість першого діагностованого, пробанд може бути обраний з-поміж постраждалих предків (батьків, бабусь і дідусів) першого покоління, де виявлена хвороба.
При складанні генограми, рідних братів та сестер пробанда називають сибси, 2-о рідних — напівсибси.